# Zach Roerig
Zachary George "Zach" Roerig (22 de fevereiro de 1985) é um ator americano, filho de pai brasileiro, é conhecido por papéis de em As the World Turns, Uma Vida para Viver e The Vampire Diaries. Zach tem uma filha. 
Em The Vampire Diaries, Zach interpreta Matt Donovan. Matt Donovan é um amigo de infância de Elena, protagonista da série. Eles namoraram e já no primeiro episódio da série, é mostrado que eles já estavam separados pois ela precisava de um tempo sozinha (devido à morte dos seus pais). Matt tinha expectativas de voltarem, mas isso não acontece pois Elena começa um relacionamento com Stefan Salvatore. Ele também namora Caroline, mas acaba por descobrir que a mesma é uma vampira e diz que não pode lidar com isso. Ele vivia com sua irmã Vicki antes de ela se tornar vampira e ser morta; seu pai é citado somente na 8 temporada de The Vampire Diaries e sua relação com a mãe é quase nula.

## Vida pessoal
Zach namorou com sua colega de trabalho, Candice Accola, mas terminaram após 1 ano de namoro, em junho em 2012. Namorou  sua colega de trabalho Nathalie Kelley 2016 a 2017 
Ele também tem uma filha de 5 anos, com Alanna Turner, de 32 anos. Zach ganhou a custódia da filha em 2013 após Alanna ser presa, ela já foi presa 3 vezes. Em 2013 quando ganhou a custódia sua filha tinha apenas 2 anos.

## Filmografia
| Cinema | Cinema                                   | Cinema              | Cinema               | Cinema      |
| Ano    | Título original                          | Título em português | Papel                | Notas       |
| ------ | ---------------------------------------- | ------------------- | -------------------- | ----------- |
| 2005   | Flutter Kick                             |                     | Jason Matthews       | Filme curto |
| 2007   | Tie a Yellow Ribbon                      |                     | Teenage Joe          |             |
| 2008   | Assassination of a High School President | Provas e Trapaças   | Matt Mullen          |             |
| 2008   | Dear Me                                  |                     | Adam                 |             |
| 2008   | Official Selection                       |                     | The American Soldier | Filme curto |
| 2009   | Strawberry Wine                          |                     | Jason Gabel          |             |
| 2014   | Field of Lost Shoes                      |                     | Jack Stanard         |             |
| 2016   | 2BR02b                                   |                     | Edward Wehling       | Filme curto |
| 2017   | Rings                                    | O Chamado 3         | Carter               |             |
| 2017   | The Year of Spectacular Men              |                     | Mikey                |             |
| 2018   | The Outer Wild                           |                     | Laird                |             |
| 2018   | The Last Full Measure                    |                     | Young Ray Mott       |             |

| Televisão        | Televisão           | Televisão             | Televisão             | Televisão                              |
| Ano              | Título original     | Título em português   | Papel                 | Notas                                  |
| ---------------- | ------------------- | --------------------- | --------------------- | -------------------------------------- |
| 2004             | Law & Order         | Lei & Ordem           | Rollerblade Messenger | Episodio: "All in the Family"          |
| 2005 - 2007      | As the World Turns  |                       | Casey Hughes          | 274 episodios                          |
| 2006             | Reba                |                       | Man at wedding        | Episodio: "Two Weddings and a Funeral" |
| 2006             | Split Decision      |                       | Grady Love            | Filme de TV                            |
| 2007             | Guiding Light       |                       | Alex                  | Temporada 55, Episódio 154             |
| One Life to Live |                     | Hunter Atwood         | 15 Episodios          |                                        |
| 2008             | The Prince          |                       | Talf                  | Filme de TV                            |
| 2008-2009        | Friday Night Lights | Tudo pela Vitória     | Cash                  | 6 episódios                            |
| 2009-2017        | The Vampire Diaries | Diários de Um Vampiro | Matt Donovan          | Elenco Regular                         |
| 2016             | The Originals       | Os Originais          | Matt Donovan          | Temporada 3, Episódio 17               |
| 2017             | The Gifted          | The Gifted            | Pulso (Augustus)      |                                        |
| 2018             | Legacies            | Legacies              | Matt Donovan          | Episódio: "Pilot"                      |